# Henk Wolf

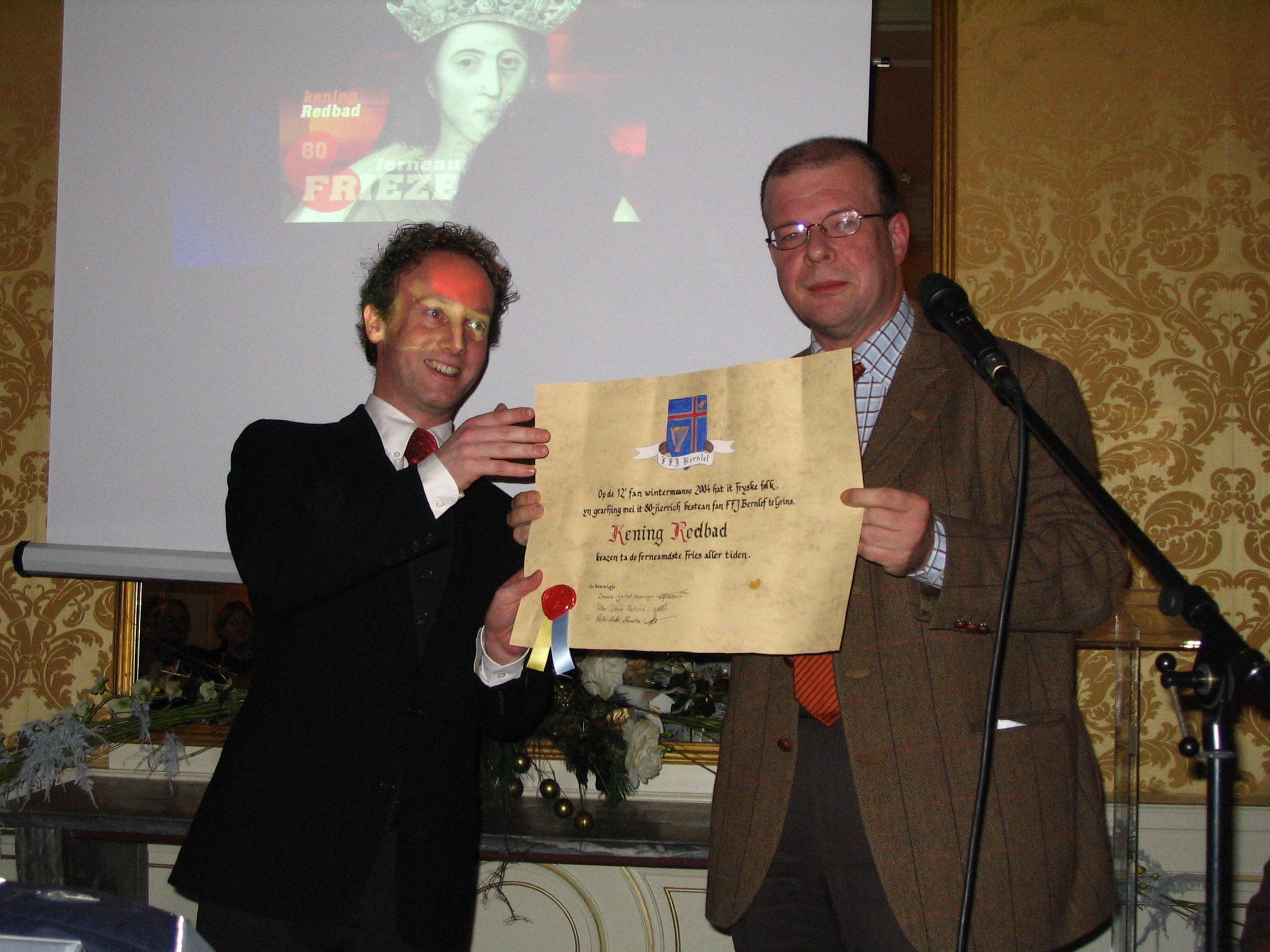
Uitreiking oorkonde na de verkiezing van Radboud tot Beroemdste Fries aan 'Redbadambassadeur'.
Henk Wolf, rechts Tom van Mourik (december 2004)

Hendrikus Abraham Ytsen (Henk) Wolf (Utrecht, 1973) is een Nederlands taalkundige.
Hij publiceerde over de relatie tussen syntaxis en sociolinguïstiek, over woordvolgorde in het Fries, taalverandering en diverse andere syntactische onderwerpen.
Wolf werkt daarnaast als columnist. Hij publiceerde in onder meer het Friesch Dagblad, de Pompeblêden en Doar.